# Тіщенко Леонід Миколайович
Тіщенко Леонід Миколайович (нар.21 липня 1952 — пом.13 квітня 2016) — заслужений працівник освіти України, доктор технічних наук, професор, ректор Харківського національного технічного університету сільського господарства імені Петра Василенка, академік Національної академії аграрних наук, академік Інженерної академії України, академік Міжнародної академії аграрної освіти.

## Біографія
Леонід Тіщенко народився 21 липня 1952 року у м. Барвінкове Харківської області.
Після закінченні у 1969 році Барвінківської середньої школи № 1 ім. Скрипника вступив до Харківського інституту механізації та електрифікації сільського господарства, де навчався до 1974 року.
Протягом 1974—1979 років працює старшим інженером Східного відділення Українського науково-дослідного інституту механізації та електрифікації сільського господарства. Голова профкому.
З 1979 року працював на посаді старшого наукового співробітника Харківського інституту механізації та електрифікації сільського господарства.
Потягом 1981—1983 років аспірант кафедри сільськогосподарських машин.
У 1984 році захистив кандидатську дисертацію «Обоснование параметров технологического процесса очистки вертикальных цилиндрических вибрационно-центробежных решет».
У 1985 році присвоєне вчене звання доцента кафедри деталей машин і підйомно-транспортних машин.
Протягом 1985—1988 років заступник декана факультету механізації сільського господарства.
З 1988—1991 роки працює секретарем парткому Харківського інституту механізації та електрифікації сільського господарства.
З 1993—1996 років працює деканом факультету переробки та зберігання сільськогосподарської продукції.
У червні 1996 року працює Першим проректором Харківського національного технічного університету сільського господарства імені Петра Василенка.
У 1998 році працює завідувачем кафедри деталей машин і стандартизації.
У 1999 році працює завідувачем кафедри теоретичної механіки і деталей машин. Обраний академіком Міжнародної академії аграрної освіти.
З 2000 року представник України в Євро-Азійській асоціації Світової спільноти науковців і інженерів сільського господарства.
У 2003 році Леоніда Тіщенко було обрано академіком Інженерної Академії України.
У 2004 році захистив докторську дисертацію «Научные основы процессов виброцентробежного сепарирования зерновых смесей». Голова оргкомітету Всеукраїнської студентської олімпіади з деталей машин і основ конструювання.
У 2005 році Леоніду Тіщенку було присвоєне вчена ступінь доктора технічних наук та наукового звання професор.
З 2006 року голова спецради з захисту кандидатських і докторських дисертацій, член спецради в Луганському національному аграрному університеті.
У 2007 році Леоніда Тіщенко було обрано членом-кореспондентом Національної академії аграрних наук України з спеціальності «Механізація і електрифікація сільського господарства».
З 2007 року голова конкурсної комісії в номінації «Аграрні науки» на здобуття щорічних обласних стипендій ім. О. Н. Соколовського провідними і молодими науковцями.
З жовтня 2012 до грудня 2014 року виконував обов'язки ректора.
З грудня 2014 року працював ректором Харківського національного технічного університету сільського господарства.

## Праці
Леонід Тіщенко є автором 358 наукових праць 31 монографії, 47 підручників та навчальних посібників, один з яких відмічено дипломом на виставці «Наука Харківщини-2000». Має 34 авторських свідоцтва і 8 патентів на винаходи. Під його науковим керівництвом успішно захищено 1 докторську і 6 кандидатських дисертацій. Л. М. Тіщенко постійно працював над підвищенням свого професійного рівня. Стажувався в США, Росії, Угорщині, Китаї, Франції в аграрних університетах, коледжах, брав активну участь у міжнародних освітянських програмах, науково-методичних конференціях, симпозіумах, а також у делегаціях університету щодо обміну досвідом роботи.

## Відзнаки та нагороди
- Заслужений працівник освіти України Указом Президента України присвоєно Почесне звання (2001);
- Почесна Грамота Міністерства агропромислового комплексу України (1997);
- Знак «Відмінник освіти України» (1999);
- Почесна Грамота Міністерства освіти України (1998);
- Знак «Відмінник аграрної освіти та науки» ІІІ ступеня (2001);
- Трудова відзнака Міністерства аграрної політики «Знак пошани» (2002);
- Почесна Грамота Харківської облдержадміністрації та Харківської обласної ради (2002);
- Почесна Грамота Головного управління освіти і науки Харківської облдержадміністрації (2002);
- Знак «Відмінник технічної служби України» (2005);
- Золоті медалі і дипломи переможця "Кращий товар року" в Національному центрі «Експоцентр» в номінації «Наука» одержали Технологічні карти, інноваційні технології на вирощування сільськогосподарських культур (2006), (2008), (2009);
- Почесна Грамота Головного управління освіти і науки Харківської облдержадміністрації» (2008);
- Нагороди IV Міжнародного салону винаходів і нових технологій «Новий час», м. Севастополь: Золота медаль за наукову розробку «Вібраційно-відцентровий сепаратор»; Золота медаль за наукову розробку «Циліндричне решето»; Золота медаль за наукову розробку «Вібраційно-відцентровий сепаратор» (наукова школа член-кореспондента Національної академії аграрних наук України, професор Л. М. Тіщенко) (2008);
- Нагорода національного комплексу «Експоцентр УКРАЇНА» Переможець Всеукраїнського конкурсу-виставки «Кращий вітчизняний товар 2010 року» Номінація «Наука» — «Високо-ефективні технології сепарування зерна»
- Знак «Відмінник аграрної освіти та науки» ІІ ступеня (2010);
- Нагорода національного комплексу «Експоцентр УКРАЇНА» Переможець Всеукраїнського конкурсу-виставки «Кращий вітчизняний товар 2010 року» Номінація «Наука» — «Екологозберігаючі технології внутрішньогрунтового внесення рідких хімікатів у рослинництві» (2011);
- Нагорода за видатний внесок у розвиток науки, техніки та інженерної справи — Золота медаль імені А. М. Підгорного (2011);
- Почесна грамота Президії національної академії аграрних наук України за вагомий особистий внесок у розвиток вітчизняної аграрної освіти і науки, землеробської механіки, підготовку наукових кадрів та з нагоди 60-річчя від дня народження (2012);
- Відзнака Харківської обласної ради «Слобожанська слава» (2012).